# 雷祖华
雷祖华（1935年7月—），男，汉族，广东台山人，中国金融家，曾任中国银行副董事长及副行长，中国进出口银行行长，第九届全国政协委员。